# Hospital de Sant Llàtzer (Barcelona)
L'hospital de Sant Llàtzer és un conjunt arquitectònic del barri del Raval de Barcelona, del qual es conserva una de les ales, catalogada com a bé amb elements d'interès (categoria C), i l'església, catalogada com a bé cultural d'interès local.

## Història

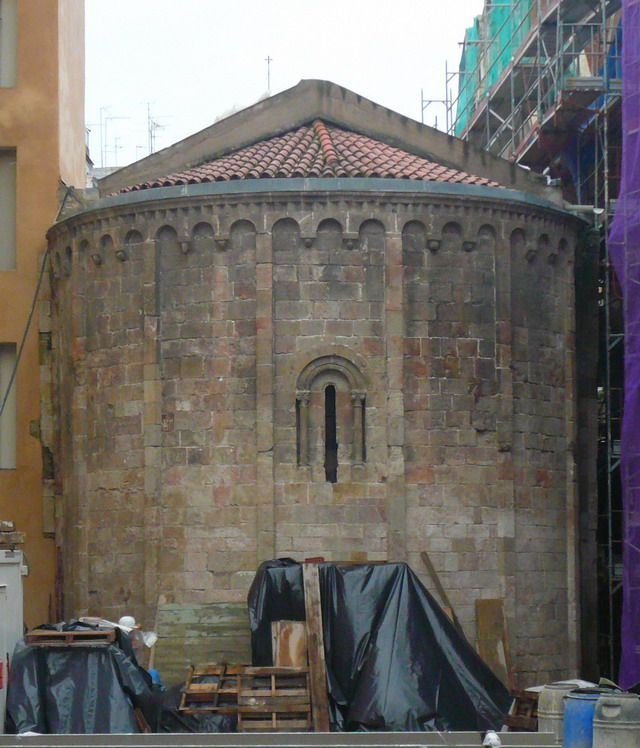
Absis de l'església de Sant Llàtzer, ocult durant molts anys al pati de l'illa de cases

L'hospital de Santa Maria dels Malalts o dels Mesells, dedicat a atendre els leprosos, va ser fundat al darrer quart del segle xii per iniciativa del bisbe Guillem de Torroja (1144-1171) i el capítol catedralici en una zona extramurs a la vora del camí que creuava el Pla de Barcelona d'est a oest, a l'actual plaça del Pedró. En aquesta època, es construí l'església d'una única nau, amb volta de canó, absis semicircular i dues portes d'entrada, una a ponent i l'altra a migdia.
Gràcies a un document del 1218, se sap que l'altar major estava dedicat a Santa Maria, mentre que un segon, sota l'advocació de Santa Margarida, fou el resultat d'un benefici instituït per Bernat d'Olesa i la seva muller Arsenda. A partir d'aquell moment, l'hospital es va conèixer amb aquest nom, i el 1355 comptava amb un nou altar dedicat a Sant Llàtzer, el patró dels leprosos. A principis del segle xiv es va erigir un nou edifici al costat de la capella, la qual cosa va motivar que el 1314, el bisbe autoritzés la construcció d'un pont de fusta que comuniqués ambdós edificis, amb una obertura allargassada a tocar del presbiteri.
Com la resta d'hospitals barcelonins, el 1401 es va integrar en l'Hospital de la Santa Creu. En aquest període se'n construí un atri a la façana principal, una estreta crugia configurada per quatre arcs de mig punt i una solana que servia per separar la nau del cementiri hospitalari que ocupava l'actual plaça del Pedró. També s'amplià el presbiteri, s'obrí una porta al mur nord i s'afegiren tres arcs faixons a l'intradós de la coberta dels quals es trobaren restes d'algunes de les pilastres en què es recolzaven.
Està documentada l'existència d'una comunitat de dones que assistien els malalts a l'hospital des de mitjans del segle xiv. Una d'elles fou Sança, beneficiària de donacions per Joan I i les reines Violant de Bar i Maria de Luna, que seria companya de Santa Brígida a Roma, i que a la mort d'aquesta darrera el 1373 s'hauria establert a Barcelona, portant algunes relíquies de la santa. Després de la seva mort cap al 1401, altres dones van ocupar-se de la casa (aleshores una comunitat molt reduïda i esmentada amb el nom de beates, beguines o recloses), i cap al 1418 s'hi va incorporar Brígida Terrera, que el 1426 va rebre un llegat familiar consistent en una suma de diners i una pensió anual. El 1448 va demanar ajuda al Consell de Cent per a millorar-ne la situació econòmica, i després de la seva mort el 1471, la comunitat va plantejar-se la regularització monàstica, la qual cosa es va produir el 1475 sota l'orde de Sant Jeroni. El 1484, les monges van permutar amb els administradors de l'Hospital de la Santa Creu el seu monestir de Santa Margarida pel proper hospital de Sant Maties.
Poc després de la Guerra dels Segadors, el temple es pavimentà de nou amb argila batuda i es bastí una sagristia a la qual s'accedia a través d'una porta, avui paredada però visible, situada al costat del presbiteri, que tornà al seu lloc original per tal de poder acollir un nombre més gran de fidels. Després de la Guerra de Successió va tenir lloc una altra reforma important; es bastí la capella de migdia, dedicada al Sant Sepulcre, que suposà l'arrasament i anul·lació de l'hospital baixmedieval, el qual, segons es creu, fou substituït per un de nou situat al carrer del Carme. En aquest moment també es canvià la coberta del temple, es bastí l'actual volta de rajols i es construí un cor als peus de la nau i es pavimentà el presbiteri amb un sòl de cairons.
El 1792, el fabricant Erasme de Gònima va impulsar una reforma, en la qual s'obrí la fornícula de la façana. Durant el Trienni Liberal (1820-1823), es procedí a la supressió del cementiri del Pedró i a l'enderroc de l'atri de la capella, ja que l'Hospital de la Santa Creu pretenia construir més dependències fins a arribar a la cantonada dels carrers del Carme i de l'Hospital. Aquesta ampliació, que no es produí, fou compensada amb la reconstrucció del cos del carrer del Carme, a càrrec del mestre d'obres municipal Josep Mas i Vila. Aquesta obra anà en paral·lel a la construcció d'uns grans safareigos públics al pati d'illa, així com l'ocultació de la façana original de l'església darrere un nou frontis que pretenia unificar tot el conjunt. A conseqüència d'aquesta intervenció, els murs del costat de l'Evangeli foren perforats per dos grans arcs per tal de dotar el temple d'un nou accés des de l'ala del carrer del Carme.
Cap al 1861 es va alienar la del carrer de l'Hospital per a la construcció de nous immobles privats. L'hospital es va mantenir en aquest indret a l'any 1906, quan fou traslladat a Can Masdeu. El 1913, l'església, després de ser utilitzada esporàdicament pels Carmelitans Calçats i d'albergar la veïna parròquia del Carme d'ençà de la seva destrucció durant la Setmana Tràgica, fou dessacralitzada i va ser destinada a magatzem de fustes i ferros.
L'any 1954, l'Ajuntament de Barcelona va iniciar un projecte de recuperació del temple de la mà de l'arquitecte Adolf Florensa. Es van eliminar els safareigs per a alliberar l'absis posterior i s'aterrà el revestiment de falsa façana executat per Mas i Vila vers el 1822, destapant la fornícula. Seguint el seu criteri de «restauracions arqueològiques», Florensa hi afegí l'espadanya que antigament hauria coronat la façana.
L'església va romandre tancada fins al 1977, quan els veïns la van tornar a obrir per a recuperar-la per a l'ús col·lectiu. A partir del 1989, el Servei de Patrimoni Arquitectònic Local (SPAL) de la Diputació de Barcelona endegà una campanya d'excavació i restauració de l'edifici i els seus vorals. A principis de la dècada del 1990, s'enderrocà el cos que feia cantonada amb el carrer de l'Hospital, dotant el temple d'una nova volumetria en què es pretenia reintegrar part de la construcció desapareguda i donar una nova façana a la capella del Sant Sepulcre. Actualment, és la seu de la comunitat de Sant Egidi de Barcelona.
Entre 2007 i 2008, l'empresa mixta Foment de Ciutat Vella i els arquitectes Jaume Arderiu i Tomàs Morató rehabilitaren l'ala del carrer del Carme per a ubicar-hi el Centre de Serveis Socials del Raval. També es propicià la conversió de l'antic pati d'illa on es trobava l'absis en un jardí públic (dedicat a Martina Castells i Ballespí) al que s'accedeix des del carrer de Sant Llàtzer, i també des del de l'Hospital, després de l'enderroc dels núms. 134 i 136.

## Descripció
L'edifici del carrer del Carme és de planta baixa i dos pisos. La composició de la façana, d'estil neoclàssic, té alternança de finestres i balcons al primer pis i només finestres al segon, on hi ha el rètol ESCOLES DEL DISTRICTE SISÈ.
La façana principal de l'església s'orienta a ponent, cap a la plaça del Pedró, i té una porta acabada en arc de mig punt, que durant el segle xx s'havia convertit en rectangular. Sobre la porta hi ha una fornícula buida, i al damunt hi ha un campanar de paret amb dues arcades. És d'una sola nau de saló, capçada per un absis semicircular amb lesenes i arcuacions llombardes i finestra de mig punt amb arquivoltes i capitells decorats. La capçalera es divideix en set panys de paret separats per lesenes, amb un fris de tres arcuacions sobre mènsules esculpides a cada pany. Al centre hi ha una petita finestra amb arquivoltes. Els permòdols sobre els que descansen les arcuacions presenten o bé caps o bé una decoració floral esculpida, i els capitells de la finestra també tenen decoració vegetal.
En un dels seu murs s'obre la Capella Fonda (coneguda com del Sant Sepulcre), on es conserva part d'un retaule vuitcentista atribuït a Francesc i Jaume Font (restaurat l'any 1996). A l'exterior, teulada amb dos aiguavessos i carener perpendicular a la façana principal, d'aparell a trencajunt i carreuat en filades unides amb morter i pedra.